# Dolichophis
Dolichophis es un género de serpientes de la familia Colubridae. Sus especies se distribuyen por el Paleártico: el sur y este de Europa y el Oriente Próximo.

## Especies
Se reconocen las siguientes:
- Dolichophis caspius (Gmelin, 1789)
- Dolichophis jugularis (Linnaeus, 1758)
- Dolichophis schmidti (Nikolsky, 1909)